# 8793 Thomasmüller
8793 Thomasmüller è un asteroide della fascia principale. Scoperto nel 1979, presenta un'orbita caratterizzata da un semiasse maggiore pari a 2,5334373 au e da un'eccentricità di 0,1449789, inclinata di 2,37865° rispetto all'eclittica.
L'asteroide è dedicato all'astronomo Thomas G. Müller.